# Henry Ford Company

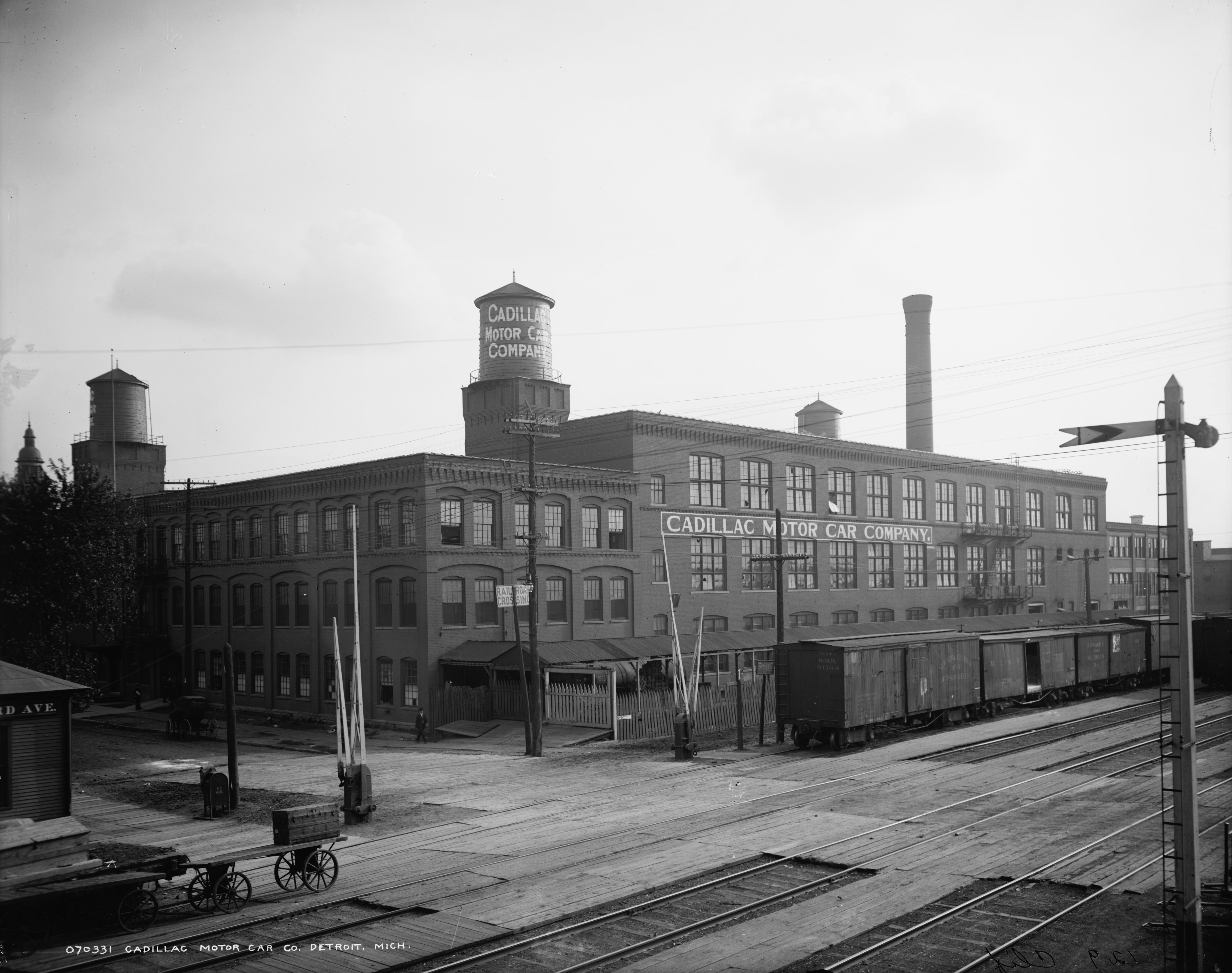
Planta de ensamblaje de Cadillac, calle Amsterdam

Henry Ford Company (HFC) fue la segunda compañía de Henry Ford, fundada en noviembre de 1901. Resultó de la reorganización de la Detroit Automobile Company, su primer intento fallido de fabricación de automóviles un año antes. En marzo de 1902, Ford dejó la compañía después de una disputa con sus patrocinadores financieros, William Murphy y Lemuel Bowen, ya que Ford dedicaba un tiempo considerable al deporte de las carreras de coches y a su Ford 999. En un acuerdo final, se fue con su nombre y 900 dólares; y comenzó a fundar la Ford Motor Company en 1903 en la Ford Mack Avenue Plant. 
En agosto de 1902, los inversores trajeron a Henry M. Leland para evaluar la planta y el equipo antes de venderlos. En cambio, Leland los convenció de continuar en el negocio del automóvil. Henry Ford Company se reorganizó ese año como Cadillac en honor de Antoine de la Mothe Cadillac, el fundador de Detroit. 
El primer auto de Cadillac se completó el 17 de octubre de 1902, el Cadillac de 10 caballos de potencia (7 kW). Basado en el diseño de Henry Ford (excepto el motor, diseñado por Leland & Faulconer), era prácticamente idéntico al Ford Modelo A de 1903. 
Ubicada en Detroit en el número 450 de Amsterdam Street (en la intersección de Cass Avenue y Amsterdam Street), la planta de fabricación original fue diseñada por el estudio de arquitectura George C. Mason & Son, y permaneció en funcionamiento bajo el control de Cadillac hasta 1921, cuando se construyó la fábrica de la Asamblea de Detroit en la calle Clark. La fábrica después de que Leland hizo algunas mejoras, tenía una superficie de 275 000 pies cuadrados (25 500 m²), con su propia fragua, un taller de máquinas y una fundición de hierro y latón. La fábrica funcionaba las 24 horas del día, produciendo 40 Cadillacs en ese período de tiempo. La ubicación original estaba aproximadamente 2 millas (3,2 km) al este de la actual Asamblea de Detroit/Hamtramck, donde se construyen los Cadillac hoy en día. Está aproximadamente a media milla (0,8 km) al sudoeste de Cadillac Place, la sede de GM desde 1922 hasta 2001, cuando la empresa se mudó al GM Renaissance Center al lado del río Detroit.